# Hello Sleepwalkers
Hello Sleepwalkers（ハロー・スリープウォーカーズ）は、日本のロックバンド。略称として『ハロスリ』が用いられる。

## 概要
- 2008年に結成し[4]、2012年1月に「マジルヨル:ネムラナイワクセイ」でメジャーデビュー[3]。
- バンド名には「歩くという現実感と、夢を見ているような感覚を両方感じてもらえたら」という思いから、現実味を帯びた「walker」と空想的な世界観を持つ「Sleep」という言葉が入れ込まれている[5]。
- かつては「どんぐりバスター」というバンド名で活動。アマチュアアーティストの全国大会「The 4th Music Revolution」の福岡エリア代表として出場していた。
- 2011年10月5日にタワーレコード限定で発表したシングル『センチメンタル症候群』はタワーレコード内インディーズランキング1位を獲得し[6]、ラジオやスペースシャワーTVでヘビーローテーションされた[3][7]。

## 来歴
- 2008年
  - シュンタロウとマコトを中心に結成。 沖縄を中心に活動する[4]。
- 2010年
  - ヤマハ主催のアマチュアミュージシャンの大会「The 4th Music Revolution」に福岡エリア代表として出場。
- 2011年
  - 10月5日、タワーレコード限定で1stシングル『センチメンタル症候群』をリリース[3]。
- 2012年
  - 1月18日、A-Sketchからデビューアルバム『マジルヨル：ネムラナイワクセイ』をリリース[3]。
  - 6月6日、1stシングル『円盤飛来』をリリース[4]。
- 2014年
  - 1月29日、2ndシングル『午夜の待ち合わせ』をリリース[8]。
  - 2月19日、共同プロデューサーとしてHARD-Fiのリチャード・アーチャー（英語版）を迎えた2ndアルバム『Masked Monkey Awakening』をリリース[9][10]。
- 2018年
  - 11月25日、ライブ活動を一時休止する。
- 2021年
  - 10月5日、活動再開。
  - 10月8日、ファンクラブ「夢遊同盟」を開設。
- 2023年
  - 4月1日、同年7月30日に東京・恵比寿LIQUID ROOMでのライブをもってユウキが脱退することを発表[11]。
- 2024年
  - 3月16日～20日、新体制発足後初のワンマンライブ『Hello Sleepwalkers ONEMAN TOUR 2024「旧懐新編」』を東名阪で開催。また東京で行ったツアー・ファイナル公演内で自主企画イベント『PLAYROOOOM』の立ち上げを発表した[12]。

## メンバー

### 現メンバー
- シュンタロウ - ボーカル、ギター
バンドのフロントマンであり、メインコンポーザー[5]。
作曲方法はAメロの作詞作曲からベース以外の編曲までを完成させてから次のBメロを同じように作成するというスタイルである[3][5][13]。
小学校6年生の時に姉にいらなくなったベースを買わされたことにより楽器を始めた。中学生で作詞作曲をし、当時は全英詞の曲であった。高校で軽音楽部に入部していたが、そこではギターだけであった[14]。
憧れの人物としてPeople In The Boxの波多野裕文を挙げている[15]。
2021年よりオルタナティブユニット「Yamato(.S)」のメンバー「.S」としても活動を始める。テレビアニメ「SCARLET NEXUS」の第1クールエンディングテーマを担当した[16]。
- ナルミ - ギター、ボーカル、コーラス
高校卒業時にシュンタロウからギターとしての誘いを受け加入。シュンタロウと共にボーカルを務める。メンバーの中で唯一女性[5]。
- タソコ - ギター、コーラス
大学で知り合ったシュンタロウにアプローチし、メンバーに加入[4]。2ndアルバム『Masked Monkey Awakening』より作詞作曲にも参加している[9]。
- マコト - ベース、コーラス
シュンタロウとはどんぐりバスター前からのメンバー。一部楽曲ではセリフを担当する。

### 旧メンバー
- ユウキ - ドラムス
メンバーの中で最年少。2歳からドラムをしており、最後に加入したメンバー[14]。ナルミと地元が同じということで誘われた[4]。
2020年7月22日配信開始の安斉かれんの楽曲「僕らは強くなれる。」のPVに出演し、ドラム演奏をする。また、同年7月10日放送のミュージックステーションにて安斉かれん出演時にサポートメンバーとして参加する。
2023年7月30日、恵比寿LIQUID ROOMにて行われたワンマンライブをもって脱退。

## ディスコグラフィ

### バンドスコア
- Hello Sleepwalkers 「マジルヨル:ネムラナイワクセイ」 バンド・スコア（2012年6月28日）

## ミュージックビデオ
| 監督                     | 曲名                                                |
| 清家崇人                 | 「月面歩行 (Live Ver.)」                            |
| 瀧澤雅敏                 | 「百鬼夜行」                                        |
| 瀧澤雅敏                 | 「Ray of Sunlight」                                 |
| フカツマサカズ           | 「センチメンタル症候群」                            |
| フカツマサカズ           | 「月面歩行」                                        |
| フカツマサカズ           | 「円盤飛来」                                        |
| 福居英晃                 | 「猿は木から何処へ落ちる」                          |
| ucnv/古屋蔵人            | 「午夜の待ち合わせ」                                |
| 斉藤洋平 (rokapenis/VEJ) | 「アキレスと亀」                                    |
| 斉藤洋平 (rokapenis/VEJ) | 「神話崩壊」                                        |
| 斉藤洋平 (rokapenis/VEJ) | 「夜明け」                                          |
| 斉藤洋平 (rokapenis/VEJ) | 「新世界」                                          |
| 斉藤洋平 (rokapenis/VEJ) | 「SCAPEGOAT」                                       |
| sadakata                 | 「電脳の海」                                        |
| 渡邊課                   | 「ハーメルンはどのようにして笛を吹くのか (360°MV)」 |
| 渡邊課                   | 「アキレスと亀 (360°MV)」                           |
| 木村和亮                 | 「日食 (Live MV)」                                  |
| Yuya Utamura             | 「プロジェクト」                                    |

## タイアップ一覧
| 使用年 | 曲名                   | タイアップ                                                                  |
| ------ | ---------------------- | --------------------------------------------------------------------------- |
| 2014年 | 午夜の待ち合わせ       | テレビアニメ『ノラガミ』第1期オープニングテーマ                             |
| 2014年 | 猿は木から何処へ落ちる | TBS系『COUNT DOWN TV』2014年2月度エンディングテーマ                         |
| 2014年 | Ray of Sunlight        | スポーツブランド「UNDER ARMOUR」CMソング                                    |
| 2015年 | 百鬼夜行               | スマートフォンゲームアプリ『BLEACH Brave Souls』テーマソング                |
| 2017年 | 百鬼夜行 -KSUKE Remix- | スマートフォンゲームアプリ『BLEACH Brave Souls』2周年記念キャンペーンソング |

## ヘビーローテーション/パワープレイ

### テレビ
| 放送年 | 曲名     | ヘビーローテーション/パワープレイ              |
| ------ | -------- | ---------------------------------------------- |
| 2012年 | 月面歩行 | スペースシャワーTV ミドルローテーション「it!」 |
| 2012年 | 月面歩行 | MTV 1月度HOT SEAT                              |
| 2012年 | 円盤飛来 | スペースシャワーTV 2012年6月度POWER PUSH!      |

## 主なライブ

### ワンマンライブ・主催イベント
- 2012年01月18日 - SHOW CASE LIVE!!in渋谷
- 2012年03月11日 - SHOW CASE LIVE!!in沖縄
- 2013年10月31日〜11月04日（3公演） - Hello Sleepwalkers×The Flickers Presents "Hi-Fi Waves 2012"
w/キドリキドリ / KEYTALK / GOOD ON THE REEL / Free Throw / タイラダイスケ
- 2014年02月12日 - Hello Sleepwalkers presents「走りだす生命体」
w/ecosystem/reading note
- 2014年05月03日〜18日（3公演） - Hello Sleepwalkers 2014 "TAKE YOUR MASK OFF"
- 2014年11月16日〜27日（3公演） - Hello Sleepwalkers presents「走りだす生命体TOURS」
w/People In The Box / 木下理樹 / フレデリック
- 2015年06月20日〜28日（3公演） - 2015 "Quintet Laboratory"
- 2015年10月22日・23日 - Quintet Laboratory Go Round
- 2015年11月06日・07日 - Quintet Laboratory Underground
- 2015年11月26日 - Quintet Laboratory Phase2
- 2016年05月21日〜06月25日（8公演） - Hello Sleepwalkers 2016 "Planless Perfection"
- 2016年12月01日 - Quintet Laboratory 2016
- 2017年02月24日・02月26日 - 「シンセカイ」発売記念アコースティックライブ
- 2017年05月27日〜07月13日（8公演） - Hello Sleepwalkers 2017 "シンセカイ"
- 2022年03月26日〜04月08日（4公演） - Hello Sleepwalkers Album Release Tour「夢遊ノ果テヨリ」
- 2022年06月09日 - 夢遊同盟presents「月齢ゼロ」
- 2022年11月23日〜12月18日（5公演） - Hello Sleepwalkers ONEMAN TOUR「PROJECT」[34]
- 2023年7月28日・30日（2公演）- Hello Sleepwalkers ONEMAN LIVE『アルストロメリア』[35]
- 3月16日・17日・20日（全3公演）- Hello Sleepwalkers ONEMAN TOUR 2024「旧懐新編」[12]